# Subaru Trailseeker
Subaru Trailseeker — середньорозмірний електричний кросовер, який продається компанією Subaru.

## Опис
Trailseeker був представлений 16 квітня 2025 року. Це збільшена версія Solterra.
Він живиться від акумуляторної батареї ємністю 75 кВт-год зі стандартним двомоторним повним приводом (AWD). Як і у Solterra, система AWD Trailseeker включає режими руху по снігу/бруду та глибокому снігу/багнюці. Він також оснащений системою контролю спуску з пагорба і має дорожній просвіт 210 мм. Буксирувальна здатність складає 1590 кг.
Запас ходу оцінюється в 420 км, що трохи менше, ніж у Solterra 2026 (459 км). Стандартний зарядний порт NACS дозволяє підзаряджатися на станціях Tesla Supercharger, а максимальна потужність зарядки постійним струмом становить 150 кВт.